# Ana Timotic
Ana Timotic (serbio: Aнa Tимoтић, Ana Timotić) (Beograd, República Federal Socialista de Yugoslavia, 30 de diciembre de 1982) es una jugadora de tenis profesional serbia. Antes de Ana Ivanović y de Jelena Janković, Timotic fue la tenista número 1 de Serbia y Montenegro. Su puesto más alto en individuales en el ranking de la WTA fue el puesto 199 conseguido el 19 de junio de 2006 y en dobles el puesto número 274, conseguido el 26 de julio de 2004.
Timotić comenzó su carrera profesional el 17 de mayo de 1998 disputando un torneo de la ITF en Novi Sad. A lo largo de su carrera ha ganado nueve títulos individuales de la ITF y dos en dobles.